# كوجان (ورزقان)
كوجان هي قرية في مقاطعة ورزقان، إيران. عدد سكان هذه القرية هو 54 في سنة 2006.